# Mariken van Nieumeghen

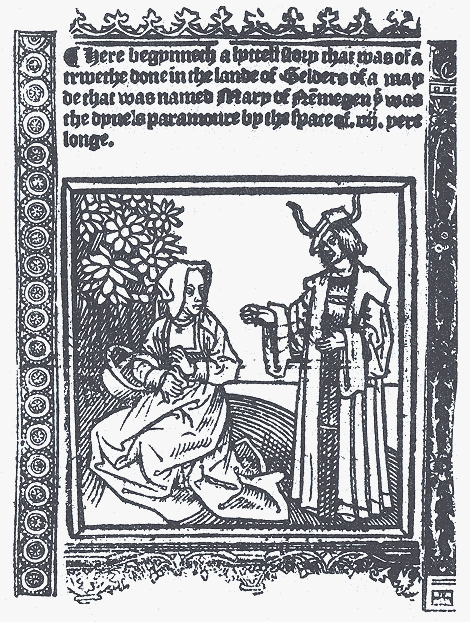
Titelblad van de Engelstalige prozabewerking Mary of Nemmegen uit ca. 1518, uitgegeven door Jan van Doesborch

Mariken van Nieumeghen (ook bekend als Mariken van Nimwegen, met metathesis van de /(u)w/ en de /m/) is een prozatekst met aspecten van een mirakelspel uit de Lage Landen, daterend uit het begin van de 16e eeuw. De tekst werd onder de aandacht gebracht door een artikel van Prudens Van Duyse uit 1840. De auteur is niet bekend. 

## Achtergrond
De oudst bekende uitgave verscheen omstreeks 1515 bij de Antwerpse drukker Willem Vorsterman. Van deze editie is slechts één exemplaar bekend. Het boek bevindt zich in de Bayerische Staatsbibliothek in München. In 1904 werd Mariken door uitgeverij Nijhoff als facsimile uitgegeven. 
De oorspronkelijke titel is Die waerachtige ende Een seer wonderlijche historie van Marike(n) van Nieumeghen die meer dan seuen jaren mette(n) dueel woe(n)de en(de) verkeerde.
De moraal van het verhaal is dat hoe erg een mens ook zondigt, hij of zij altijd vergiffenis kan krijgen door bemiddeling van Maria, mits de persoon een biecht aflegt.

## Samenvatting
Mariken woont in de buurt van Nijmegen bij haar oom, de priester Gijsbrecht. Op een dag moet ze naar de markt in Nijmegen, waar ze bij haar tante zal blijven overnachten. Die had echter vlak voor Marikens aankomst ruzie gehad met een paar vrouwen over de arrestatie van hertog Arnold van Gelre door zijn zoon Adolf. Hierdoor is zij buiten zichzelf van woede en Mariken moet het ontgelden. Ze scheldt haar de huid vol en beschuldigt haar ervan een relatie met haar oom te hebben.
Mariken keert gekrenkt en wanhopig terug naar huis. Ze bidt om hulp, waarbij ze zo wanhopig is dat het haar niet uitmaakt of God of de duivel haar komt helpen. Laatstgenoemde hoort dit en verschijnt aan haar in de gedaante van een zekere Moenen, compleet met etterende oogbal. Moenen belooft Mariken alle talen en de zeven vrije kunsten te leren, maar niet de necromantie (zwarte magie). Mariken moet dan wel haar naam wijzigen, omdat hij Mariken te veel vindt lijken op de naam van de heilige Maria. Bovendien mag ze geen kruisteken meer maken. Daarop verandert ze haar naam in Emmeken: kleine M. Samen vertrekken ze naar 's-Hertogenbosch, om na een paar dagen door te reizen naar Antwerpen.

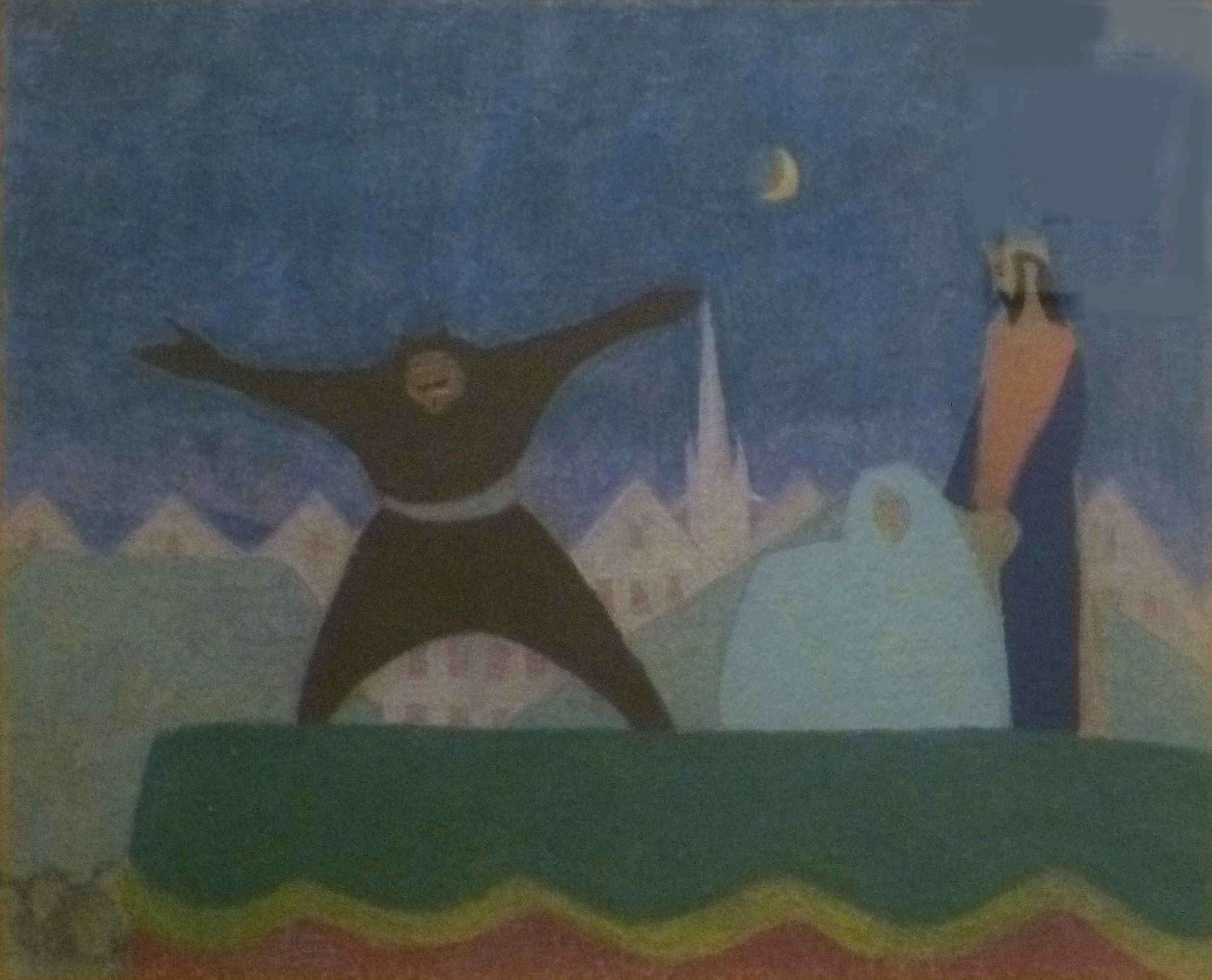
"Maskeroen", illustratie door Léon Spilliaert (1917)

In Antwerpen leiden Moenen en Mariken een zondig leven. Pas na zeven jaar keert Mariken terug naar Nijmegen, waar ze op de markt een wagenspel ziet. In dit spel vraagt Masscheroen, een onderduivel, aan God waarom Hij de mensen vergeeft. Mariken krijgt berouw en doet een beroep op Gods barmhartigheid. Hierdoor wordt Moenen kwaad. Hij voert haar de lucht in en gooit haar van grote hoogte naar beneden, maar Mariken overleeft de val, doordat haar oom Gijsbrecht tussen de toeschouwers staat en voor haar bidt. Gijsbrecht weet Moenen te verdrijven door het uitspreken van een Bijbelpassage.
Mariken zoekt vergiffenis voor haar zonden en gaat daarom samen met haar oom naar een hoge geestelijke in Nijmegen. Deze durft echter geen absolutie te geven, waarop ze naar de bisschop van Keulen en later zelfs naar de paus in Rome reizen. Tijdens die reis probeert Moenen tevergeefs hen te doden.
Ze krijgt van de paus als straf drie ijzeren ringen om haar hals en armen. Deze zullen pas afvallen als haar zondige leven is vergeven. Ze trekt zich terug in het Wittevrouwenklooster in Maastricht, waar na jaren van boetedoening de aartsengel Gabriël haar komt verlossen van de ringen. Daarna leeft Mariken nog twee jaar en sterft in vrede omstreeks het jaar 1500. Na haar overlijden worden de drie ringen boven haar graf gehangen.

## Historische werkelijkheid
Bijzonder aan dit mirakelspel is dat er, naast alle fictie, enkele verwijzingen in zitten naar echte historische gebeurtenissen. Zo is de saillante gebeurtenis dat de hertog van Gelre door zijn eigen zoon gevangen werd gezet, een historisch feit uit 1465. Het Wittevrouwenklooster in Maastricht heeft eveneens echt bestaan; pas in de 19e en 20e eeuw is dit gebouw in fasen gesloopt. Er zijn nog steeds restanten te zien in het huidige Theater aan het Vrijthof.

## Mirakels
In het verhaal komen drie mirakels voor:
- Mariken overleeft de val op de straatstenen (hoewel ze wel haar botten breekt), nadat Moenen haar van zeer hoog in de lucht naar beneden heeft geworpen. Normaal gezien zou ze te pletter gevallen zijn.
- Tijdens de reis naar Keulen wordt Mariken gered door haar oom met behulp van nigromantie als Moenen volledige bomen met wortels naar haar werpt.
- De ijzeren ringen komen, met hulp van een engel, op miraculeuze wijze los van haar hals en armen.

## Navolgingen
Er bestaan honderden uitgaven en bewerkingen van het Mariken van Nieumeghen. Al in 1518, heel kort na de eerste druk door Willem Vorsterman, verscheen een Engelse prozabewerking uitgegeven door Jan van Doesborch.
Rond 1800 blijkt een variant van het verhaal in Oost-Turkije terecht te zijn gekomen. Dat heeft hoogleraar Herman Teule van de Radboud Universiteit in Nijmegen ontdekt.
Martien Beversluis publiceerde een 'lyrische bewerking' in 1928; zeven jaar later werd het spel door marionetten uitgevoerd door het Dietsch Studenten Verbond te Amsterdam.
W.A.P. Smit bewerkte het tot het lange gedicht Masscheroen 1941, terwijl Hugo Claus een nieuwe versie maakte van het 'wagenspel in een mirakelspel' onder de titel Masscheroen. Een spel (1968).
In 1954 werd in Curaçao het spel onder de naam Mari di Malpais opgevoerd, naar de bewerking in het Papiaments door Raul Römer. Deze vertaling werd voor Aruba bewerkt en aangepast aan de tijd rond het ontstaan van Santa Cruz en in 1963 onder de titel Maria di Ser'i Noka gepresenteerd in het openluchttheater Ser'i Noka.
Er bestaan enkele verfilmingen van het spel, een tv-film geregisseerd door Johan De Meester (1968), een speelfilm door Jos Stelling (1976) en een film naar het door Peter van Gestel geschreven jeugdboek Mariken, geregisseerd door André van Duren (2000).
In 1992 verscheen de strip Die duivelse Marieke! door Leo Faes.
In 1994 bewerkten Rudy Goes en Walter De Groote het verhaal tot een hedendaags toneelstuk voor het Vlaams theaterensemble 'Le Mal du Siècle'. De hoofdrol werd het eerste seizoen vertolkt door Patricia Goemaere, het tweede seizoen door Caroline Maes.
In 1995 schreef de toenmalige Nijmeegse dichter Cees van der Pluijm voor het Nijmeegse toneelgezelschap Theaterbedrijf Oriënt een moderne versie van het mirakelstuk onder de titel Van Nieumeghen.
In 2016 is er een negende druk van de vertaling van Hessel Adema verschenen, uitgegeven door Uitgeverij Taal & Teken: Mariken van Nieumeghen, een mirakelspel (tekst en vertaling).

## Symboliek
- De heilige getallen drie en zeven zijn voorbeelden van getallensymboliek in dit verhaal
- Moenen met de etterende oogbal: de duivel had in de middeleeuwen altijd een lichaamsgebrek; maar ook kan hier een overblijfsel in schuilen van het geloof in Wodan, de Oudgermaanse god, die ook maar één oog had, en van wie veel eigenschappen na de kerstening van de Lage Landen aan de duivel werden toegeschreven.
- Eerst bevindt de duivel zich links, Marieken rechts in het toneel: links symboliseert kwaad, rechts goed
- Bij het duivelspact staat Marieken in het midden – dat symboliseert twijfel – en uiteindelijk volgt ze de duivel naar links

## Trivia

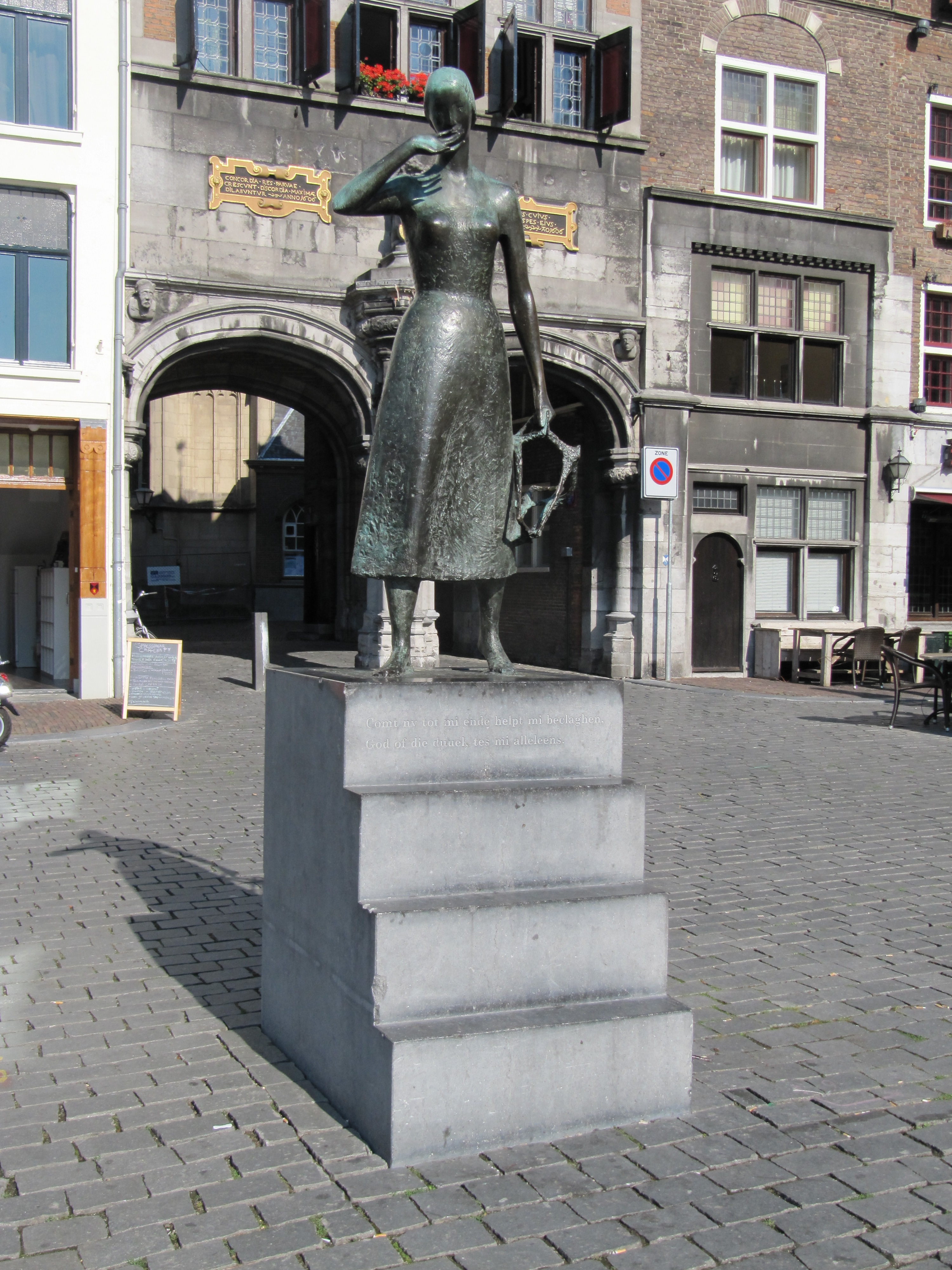
Het beeld van Mariken, gemaakt door Vera van Hasselt, op de Grote Markt

- De stad Nijmegen heeft haar beroemde, zij het fictieve, inwoonster Mariken geëerd met twee beeldhouwwerken. Het beeld van Mariken, gemaakt door Vera van Hasselt, staat op de Grote Markt. Het beeld is bij uitstek het symbool van de stad Nijmegen geworden. Een beeld van Moenen, gemaakt door Piet Killaers, staat aan de voet van de Grote of Sint-Stevenskerk.
- Ook zijn er een Nijmeegs studentendispuut, een kinderdagverblijf en een badmintonclub naar Mariken genoemd.
- Verder is er een straat in Nijmegen naar haar vernoemd en een andere straat die daar in het verlengde van ligt, is vernoemd naar Moenen.
- De grootste ladies run van Nederland wordt in Nijmegen gehouden, niet toevallig onder de naam: Marikenloop.
- Openbaar-vervoerbedrijf Veolia vernoemde een van haar Velios-treinen naar Mariken.[8]
- Sinds 2009 wordt jaarlijks het mirakelspel Mariken van Nimwegen in een locatietheaterspektakel opgevoerd in de binnenstad van Nijmegen.
- Mariken wordt sinds 2009 vertolkt door dichteres Marjolein Pieks die samen met Ben Dirks 'Het Heimweelied van Mariken van Nieumeghen' schreef.
- Mariken in de tuin der lusten is een opera van Calliope Tsoupaki gebaseerd op het verhaal van Mariken van Nieumeghen.
- 2018 was Marikenjaar in Nijmegen.